# Toxorhina imperatrix
Toxorhina imperatrix är en tvåvingeart som beskrevs av Alexander 1948. Toxorhina imperatrix ingår i släktet Toxorhina och familjen småharkrankar. Inga underarter finns listade i Catalogue of Life.